# Tsaouni
Tsaouni ou Saouni est une localité et une commune rurale du Niger, département de Kantché, région de Zinder.

## Géographie
La localité de Tsaouni est située à 25 km au sud du chef-lieu départemental Kantché. 
| Korgom      | Matamèye |        |
| Hawandawaki | Tsaouni  | Yaouri |
| Dan-Barto   | Kourni   |        |

## Histoire
La commune rurale de Tsaouni instaurée en 2002, est issue du canton de Kantché.

## Population
Lors du recensement général de 2012, la population communale est relevée à 37 854 habitants, dont 1 334 habitants pour la localité principale.

## Localités
La commune s'étend sur 22 villages, 61 hameaux et 5 points d'eau au centre du département de Kantché.

## Services et infrastructures
- Centre de Santé Intégré (CSI) à Tsaouni[5].
- Centre de formation des métiers (CFM) à Tsaouni.